# Ріболла джалла

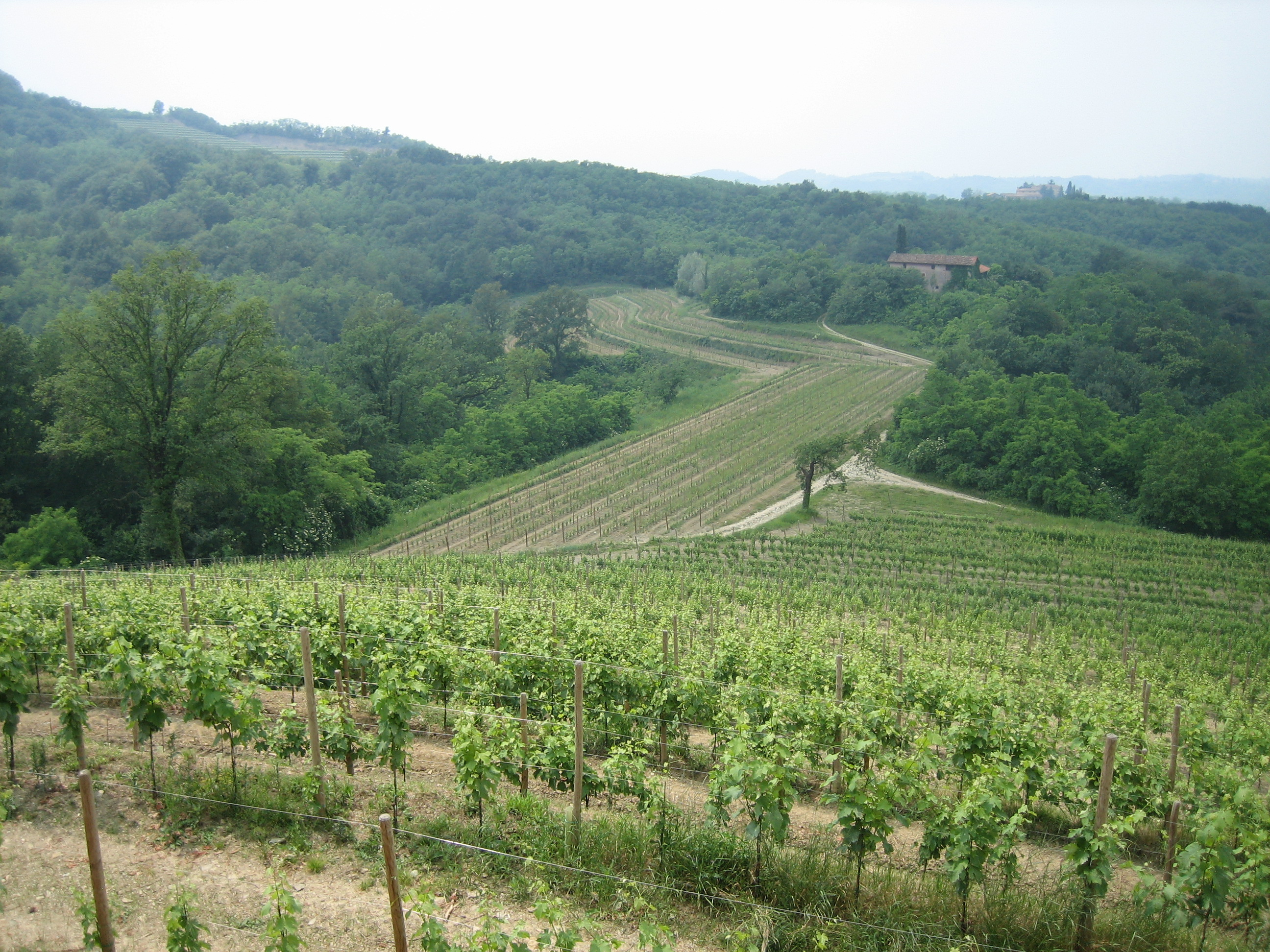
Виноградники ріболла джалла у Фріулі-Венеція-Джулія

Сухе вино з ріболла джалла

Ріболла джалла (італ. Ribolla gialla) — сорт винограду, що використовується у виробництві білих вин. Належить до еколого-географічної групи західноєвропейських сортів винограду.

## Географія
Вирощують в Італії, Словенії та Греції. Головний регіон для сорту — Фріулі-Венеція-Джулія. Перша згадка у 1299 році, заведено вважати, що потрапив до Фріулі із Греції, з острова Кефалонія. На IV австрійському Конгресі виноробів (Гориція, 1891) «ріболлу» назвали сортом, «найкращим із всіх, і, поза всяким сумнівом, достойним подальшого вирощування».

## Основні характеристики
Сила росту лози середня. Листя середні й великі, трьохлопатеві або майже цільні, знизу вони неопушені. Грона Ріболла Джалла невеликі за розміром, циліндрично-пірамідальні та компактні. Ягоди середні, злегка сплюснуті на полюсах (дискоїдальні), шкірка вкрита кутином, алебастрово-жовтого кольору. М'якуш має нейтральний, солодкуватий і злегка терпкий смак. Існує також різновид італ. Ribolla verde (зелений ріболла), але він ніколи не був дуже популярний. Врожайність цього сорту винограду середня та стабільна. Належить до сортів пізнього періоду дозрівання. Даний сорт схильний хворіти на сіру гниль.

## Застосування
Сорт слугує основою для виробництва сухих та ігристих вин. Також з нього виготовляють так зване «бурштинове вино». Сухі вина завжди характеризуються жвавою кислотністю, ніжним смаком та характерним фруктовим ароматом. Вино блідо-солом'яного із зеленуватими відблисками або сірувато-жовтуватого кольору, із сухим, свіжим та приємно ароматним смаком, насиченою кислотністю, в цілому збалансовані. Вони ідеально підходять як аперитив або в поєднанні з рибними стравами та напівтвердими сирами.

## Синоніми
Носить також наступні назви: Ріболла б'янка, Раболла, Ребула, Ріболла джалла ді Розаціо.